# Ceraeochrysa fiebrigi
Ceraeochrysa fiebrigi is een insect uit de familie van de gaasvliegen (Chrysopidae), die tot de orde netvleugeligen (Neuroptera) behoort. 
Ceraeochrysa fiebrigi is voor het eerst wetenschappelijk beschreven door Navás in 1913.